# George Burdi
George Burdi (ur. 1970) – kanadyjski działacz rasistowski, aktywista Ku Klux Klanu, wokalista i lider neonazistowskiego zespołu RaHoWa.
Podejrzewany był o udział w dziesiątkach rasistowskich pogromów, pobić i morderstw. Przez lata był właścicielem wytwórni muzycznej Resistance Records, będącej producentem muzyki w stylu White Power. W 1993 przewodził w Ottawie atakiem na antyrasistowską demonstrację, w czasie której o mało nie pobił na śmierć Alice Reckinz. Za pobicie przez rok przebywał w więzieniu.
Po wyjściu z więzienia, pod wpływem filozofii wschodu, zaczął działalność antyrasistowską. Sprzedał Resistance Records i założył zespół Novacosm, grający muzykę etno.
Przez wiele lat uchodził za jednego z największych rasistów na świecie. Od czasu przemiany podkreśla w wywiadach, że wstydzi się swojej przeszłości.
W 2017 roku powrócił na scenę białego nacjonalizmu, założył projekt muzyczny Überfolk.